# Electra (Texas)
La ville d’Electra est située dans le comté de Wichita, dans l’État du Texas, aux États-Unis. Sa population s’élevait à 2 791 habitants lors du recensement de 2010, estimée à 2 722 habitants en 2016.

## Source
- (en) Cet article est partiellement ou en totalité issu de l’article de Wikipédia en anglais intitulé « Electra, Texas » (voir la liste des auteurs).